# Damn Yankees
Damn Yankees var en supergrupp som spelade radiovänlig hårdrocksmusik. Gruppen bildades 1989.
1990 fick de en stor hit med låten "High Enough". 1993 hoppade Ted Nugent av bandet för att återgå till sin solokarriär och bandet gick i graven.

## Medlemmar
Ordinarie medlemmar
- Ted Nugent (från The Amboy Dukes) – sologitarr, rytmgitarr, sång, bakgrundssång (1989–1996, 1998–2001, 2004, 2010)
- Tommy Shaw (från Styx) – rytmgitarr, sologitarr, sång, bakgrundssång (1989–1996, 1998–2001, 2004, 2010)
- Jack Blades (från Night Ranger) – basgitarr, sång, bakgrundssång (1989–1996, 1998–2001, 2004, 2010)
- Michael Cartellone (nu i Lynyrd Skynyrd) – trummor, slagverk, sång (1989–1996, 1998–2001, 2004, 2010)

Studiomedlem
- Robbie Buchanan – keyboard (1992)

## Diskografi
Studioalbum
- 1990 – Damn Yankees
- 1992 – Don't Tread

Singlar
- 1990 – "High Enough" (#3 på US Hot 100, #2 på US Main Rock)
- 1990 – "Coming of Age" (US Hot 100 #60, US Main Rock #1)
- 1991 – "Come Again" (US Hot 100 #50, US Main Rock #5)
- 1991 – "Runaway" (US Main Rock #9)
- 1991 – "Bad Reputation" (US Main Rock #31)
- 1992 – "Where You Goin' Now" (US Hot 100 #20, US Main Rock #6)
- 1992 – "Don't Tread On Me" (US Main Rock #3)
- 1993 – "Silence Is Broken" (US Hot 100 #62, US Main Rock #20)
- 1993 – "Mister Please" (US Main Rock #3)